# Hans Müller (Mediziner, 1915)
Hans Müller (* 13. Januar 1915 in Düsseldorf; † 4. Dezember 1994 in Peking, chinesisch 汉斯 米勒, Pinyin Hànsī Mǐlè) war ein deutsch-chinesischer Arzt.

## Leben
Hans Müller wuchs in einer wohlhabenden Familie in Düsseldorf-Golzheim auf, sein Vater war Jude. Seine Mutter war verwandt mit dem Hamburger Reeder Albert Ballin. Nach dem Besuch des Hindenburg-Gymnasiums in Düsseldorf studierte er an der Universität Basel Medizin.
Nach dem Abschluss seines Studiums 1939 kehrte er wegen seiner jüdischen Herkunft nicht nach Deutschland zurück, sondern wanderte auf Empfehlung eines chinesischen Studienfreundes, der ihm dann auch die Bekanntschaft Song Qinglings vermittelte, über Frankreich nach Hongkong aus. Mit Hilfe der einflussreichen Song Qingling gelangte Hans Müller mit dem letzten Transport nach Yan’an, dem Hauptquartier der Kommunistischen Partei Chinas, wo er dann zwei Jahre lang im dortigen Krankenhaus als Arzt arbeitete. Mit dem ersten Röntgengerät dort durchleuchtete er auch Mao Zedong.
Währenddessen identifizierte Hans Müller sich mit den Zielen der Kommunistischen Partei Chinas und den Kampf gegen den Faschismus. Es gelang ihm, sich zu einer kämpfenden Einheit der Volksbefreiungsarmee versetzen zu lassen, wo er die Verwundeten versorgte und schließlich an Typhus erkrankte. Nach Kriegsende 1945 versuchte er, nach Deutschland zurückzukehren, was ihm aber wegen des chinesischen Bürgerkrieges nicht gelang. Während des Krieges suchte ihn erfolglos seine Mutter von Shanghai aus, während sein Vater die Deportation überlebte.
Bis 1949 blieb Hans Müller bei der Volksbefreiungsarmee, wobei er auch seine spätere Frau, die Japanerin Kyoko Nakamura kennenlernte, mit der er später die Tochter Mimi hatte. 1951 erhielt er die chinesische Staatsbürgerschaft. Er sorgte für den Ausbau der medizinischen Versorgung im Norden Chinas und bekleidete leitende Positionen in Krankenhäusern. Er kritisierte die traditionelle chinesische Medizin und beteiligte sich an der Hepatitis-Forschung mit Entwicklung eines immer noch verwendeten Impfstoffes, wofür er die höchste Staatsauszeichnung für Medizin erhielt. 1974 stattete er Düsseldorf einen kurzen Besuch ab. 1983 wurde er in den Nationalen Volkskongress gewählt. Er starb nach jahrzehntelangem Herzleiden.